# RERO+
 (juillet 2022).
RERO+ est un centre de compétences et de services pour bibliothèques basé à Martigny, en Suisse.

## Historique
La fondation RERO+ est créée au printemps 2021 par les cantons du Jura, de Neuchâtel, du Valais et la ville de Martigny.
RERO+ succède à RERO (Réseau des bibliothèques de Suisse occidentale) en reprenant certaines de ses activités. Son lancement intervient à la suite de la scission des bibliothèques de RERO. Les bibliothèques scientifiques rejoignent la plateforme nationale Swiss Library Service Platform (SLSP), tandis que les bibliothèques patrimoniales, de lecture publique et scolaires soutiennent la création de RERO+ et en deviennent des clientes.

## Description
ERO+ est une fondation de droit privé et d'intérêt public, à but non lucratif.
RERO+ est actif dans le développement open source de solutions informatiques pour bibliothèques, notamment un système de gestion de bibliothèque, nommé RERO ILS (développé en partenariat avec Université catholique de Louvain), ainsi qu'un système d'archive institutionnelle et bibliothèque numérique, nommé SONAR. Ces deux logiciels sont basés sur Invenio 3, un framework développé et maintenu par le CERN.
RERO+ dispose de sa propre infrastructure informatique, également sur son site de Martigny, sur laquelle il héberge ses données et services cloud.
La fondation est sous la gouvernance d'un Conseil de fondation.